# Societat de Lliurepensadors de Reus
La Societat de Lliurepensadors de Reus va ser una entitat creada a la ciutat de Reus el 1887.
Pel mes de maig de 1887, la premsa reusenca republicana va fer una crida convocant una reunió de lliurepensadors per a constituir la Societat de Lliurepensadors de Reus. A aquesta convocatòria hi van participar destacats republicans, especialment federals i progressistes, els membres del Centre d'Amics, l'entitat que el 1884 havia organitzat a la ciutat el Primer Certamen Socialista, i persones del moviment llibertari, com Joan Montseny. Alguns maçons reusencs, que estaven organitzats a la ciutat des de 1882, també hi participaven. L'entitat es va organitzar amb una presència molt important de republicans, fins al punt que alguna reunió o assemblea republicana havia d'avançar l'horari per tal de no coincidir amb una vetllada lliurepensadora. Algunes sessions dels lliurepensadors es realitzaven immediatament després d'un acte dels federals per tal d'aprofitar la mobilització. Els caps de la Societat van ser successivament Pau Vilella, d'ideologia federal i l'autonomista Cristóbal Litrán. Entre els socis més destacats hi havia els progressistes Lluís Rojo i Marc Granell i els federals Josep Jordana, Josep Mercadé, Ricard Guasch i Jaume Aguadé, entre d'altres. Jaume Cañellas, l'amo de la Fonda París on se celebraven la majoria de banquets republicans, era també un dels socis.

## Activitats
Les activitats de la Societat de Lliurepensadors tenien dues vessants. La primera va ser crear l'Acadèmia Lliure de primera ensenyança que es va obrir al carrer de la Presó. Marc Granell des de Les Circumstàncies deia: "La gran idea acariciada desde su fundación por la sociedad de Libre-pensadores de esta ciudad ha tenido por fin una feliz realización" i anunciava l'obertura de l'Acadèmia, amb "el joven maestro" Frederic Climent com a director. El 2 de setembre de 1888 se celebrà al Teatre Principal una vetllada cultural d'inauguració, on hi van participar Frederic Climent, Antoni Soler, Ricard Guasch, Pau Olivella i Joan Montseny. Tenia uns plans d'estudi força complets, amb una important càrrega ideològica, tot i que no es coneix amb exactitud el programa. L'abril del 1891 Pere Jordana, membre de la Societat, va oferir a Joan Montseny i a Teresa Mañé, acabats de casar, la regència i direcció d'aquella Acadèmia, de caràcter profundament laic. L'escola, que va arribar a tenir un centenar d'alumnes, va ser un dels primers centres mixtos, cosa que va comportar freqüents denúncies dels sectors més conservadors de la ciutat, que no veien bé la convivència de nois i noies en un mateix espai. Teresa Mañé va publicar a Las Circunstancias (capçalera del republicanisme reusenc i català) un article titulat "La enseñanza laica" on explicava el caràcter laic i científic de l'escola i deia que els jocs eren una de les eines bàsiques de l'ensenyament i que no utilitzaven el càstig com a corrector. L'Acadèmia impartia classes al matí per als nens i nenes i a la tarda als treballadors i treballadores que volien aprendre a llegir i escriure o volien millorar els seus coneixements. L'Acadèmia aviat va ser coneguda a tot el territori.
L'altra vessant de la Societat era la intervenció activa en la vida ciutadana, i concretament en les cerimònies de les inscripcions al registre civil, els matrimonis i els enterraments laics. Van organitzar batejos "laics" que es convertien en actes polítics dels opositors a l'hegemonia ideològica del catolicisme. Els matrimonis civils van tenir a Reus un caràcter de normalitat des de la seva instauració el 1869, sense polèmiques greus. Els enterraments laics eren una demostració pública pels carrers de la ciutat. Si el mort era un lliurepensador conegut, el seguici era multitudinari, i les societats treien els seus penons per agrupar els assistents. En començar la dècada dels 90, l'enterrament civil era freqüent a tota la ciutat. Altres iniciatives de la Societat per difondre el lliurepensament eren els gestos públics que realitzaven els seus components, com la negativa de Jaume Aguadé de jurar per l'evangeli quan el van fer membre d'un jurat, o rebutjar les manifestacions religioses públiques. També es van utilitzar els diaris republicans, bàsicament Las Circunstancias, El Federal, del qual el mestre Frederic Climent en va ser director, i més endavant La Autonomía, per divulgar els seus principis teòrics. Els republicans i els lliurepensadors recollien idees filosòfiques ben diverses, però intentaven divulgar-les conjuntament en els seus periòdics. A causa que no tenien una elaboració teòrica pròpia, el resultat va ser una barreja d'idees atees i espiritistes, darwinistes i positivistes, deistes i materialistes.Van buscar la relació amb moviments semblants de Catalunya i de l'estat. Les relacions més estretes les van mantenir amb el setmanari madrileny Las Dominicales del Libre Pensamiento, divulgador eficaç de les idees lliurepensadores i republicanes. El director d'aquest setmanari, Fernando Lozano "Demófilo", amic de Cristóbal Litrán, va visitar Reus pel febrer de 1899, on es va realitzar una vetllada de la societat. Altres personalitats del lliurepensament van tenir vincles amb el nucli reusenc, com ara les feministes Carmen Bonet (coneguda com a Palmira de Bruno) i Belén de Sárraga, que van ser a Reus en diversos actes.
Tant la Societat de Lliurepensadors com l'Acadèmia Lliure es van inscriure al Congrés Lliurepensador celebrat a Madrid el 1892. Cal destacar el paper que va jugar la Societat de Lliurepensadors de Reus en l'agitació que va precedir el fracassat intent de crear una Asociación General de Librepensadores per l'estiu de 1895. La Autonomía i el seu director Cristóbal Litrán figuren entre els impulsors de la iniciativa, que contava entre d'altres, amb Odón de Buen, Torres-Solanot, Amalia Domingo Soler, Joan Salas i Anton, Ángeles López de Ayala, Josep Llunas, Belén de Sárraga, Pere Montcanut, V. Badias Pujal, P. Loperena i E. Ferrer. Es va convocar un míting que no va tenir gaire repercussió, i l'únic fet remarcable va ser la prohibició del delegat governatiu a Josep Llunas de parlar en català. Els lliurepensadors reusencs van tenir un paper important en les lluites de protesta contra el Procés de Montjuïc el 1897 i 1898. Segons Josep Olesti, l'any 1918 tenien el local al raval de santa Anna número 37.